# Scènes de la vie conjugale (mini-série)
Pour les articles homonymes, voir Scènes de la vie conjugale.
Scènes de la vie conjugale (Scenes from a Marriage) est une mini-série télévisée dramatique américaine développée, écrite et réalisée par Hagai Levi, produite pour HBO et mettant en scène Oscar Isaac et Jessica Chastain. 
Il s'agit d'un remake en anglais de la mini-série suédoise du même nom d'Ingmar Bergman, sortie en 1973. Elle a été présentée au Mostra de Venise 2021 et diffusée pour la première fois le 12 septembre 2021 sur HBO.

## Synopsis
Mini-série dramatique télévisée qui réexamine la représentation emblématique de l'amour, de la haine, du désir, de la monogamie, du mariage et du divorce à travers l'objectif d'un couple américain contemporain, joué par Oscar Isaac et Jessica Chastain.

## Distribution

### Acteurs principaux
- Oscar Isaac (VF : Benjamin Penamaria) : Jonathan Levy
- Jessica Chastain (VF : Rafaèle Moutier) : Mira Phillips

### Invités
- Nicole Beharie (VF : Fily Keita) : Kate
- Corey Stoll (VF : Serge Faliu) : Peter
- Sunita Mani (en) (VF : Flora Kaprielian) : Danielle
- Shirley Rumierk (en) (VF : Hélène Bizot) : Docteur Varona
- Sophia Kopera : Ava Levy
- Anna Rust (en) : Veronica
- Michael Aloni : Poli

 Source et légende : version française (VF) sur RS Doublage

## Épisodes
| no | Titre français                   | Titre original                                                      | Durée      | Date de sortie (Fr) |
| -- | -------------------------------- | ------------------------------------------------------------------- | ---------- | ------------------- |
| 1  | Acte 1                           | Innocence and Panic                                                 | 56 minutes | 12 septembre 2021   |
| 2  | Acte Deux : Poli                 | Poli                                                                | 63 minutes | 19 septembre 2021   |
| 3  | Acte Trois : La vallée de larmes | The Vale of Tears                                                   | 56 minutes | 26 septembre 2021   |
| 4  | Acte Quatre : Les illettrés      | The Illiterates                                                     | 66 minutes | 3 octobre 2021      |
| 5  | Acte Cinq                        | In the Middle of the Night, in a Dark House, Somewhere in the World | 55 minutes | 10 octobre 2021     |

## Production
Il a été annoncé en juillet 2020 que HBO avait donné le feu vert à la mini-série, avec Hagai Levi à l'écriture et à la réalisation et Oscar Isaac et Michelle Williams en tant que producteurs exécutifs. Lors de l'annonce de la commande de la mini-série, Isaac et Williams ont également été choisis pour jouer. Williams a été forcée de quitter le rôle principal en octobre en raison d'un conflit d'emploi du temps, mais est restée productrice exécutive. Elle a été remplacée par Jessica Chastain. En novembre 2020, Sunita Mani a été choisie pour un second rôle. Nicole Beharie, Corey Stoll et Tovah Feldshuh ont également été choisis pour des seconds rôles en janvier 2021.
Le tournage a commencé à New York en octobre 2020 et a été interrompu pendant deux semaines en novembre après que deux membres du personnel de production ont été testés positifs à la COVID-19,.

## Sortie
La première mondiale de cette série limitée en cinq épisodes a eu lieu au 78ème Festival international du film de Venise dans la catégorie "Hors compétition". La diffusion a débuté le 12 septembre 2021 sur HBO.

## Distinctions

### Récompense
- Pena de Prata 2021 : Meilleur acteur dans une mini-série ou un téléfilm pour Oscar Isaac

### Nominations
- Pena de Prata 2021 : Meilleure actrice dans une mini-série ou un téléfilm pour Jessica Chastain
- Golden Globes 2022 :
  - Meilleur acteur dans une mini-série ou un téléfilm pour Oscar Isaac
  - Meilleure actrice dans une mini-série ou un téléfilm pour Jessica Chastain
- SAG 2022 : Meilleur acteur dans une mini-série ou un téléfilm pour Oscar Isaac